# Simon Radford-Kirby
Pour les articles homonymes, voir Radford et Kirby.
Simon Gerard Radford-Kirby, né le 22 décembre 1964 à Hastings, est un homme politique britannique, membre du Parti conservateur et secrétaire économique du Trésor du 17 juillet 2016 au 8 juin 2017. Il siège à la Chambre des communes du Royaume-Uni pour Brighton Kemptown du 6 mai 2010 au 8 juin 2017.

## Biographie
Il étudia au Hastings Grammar School, et est diplômé de l'Open University (BSc), avant de poursuivre ses études au London School of Economics. Kirby a pris le nom de famille supplémentaire après avoir épousé Elizabeth Radford en 1992.
Millionnaire en affaires, il est ex-entrepreneur des intérêts commerciaux au sud-est de l'Angleterre.
Ancien County Councillor (CC) du Sussex, il fait son entrée au Parlement en 2010 comme député de Brighton Kemptown. Nommé au gouvernement du Royaume-Uni par Theresa May, il est de 2016 à 2017 secrétaire économique du Trésor.